# 히가시긴자역
히가시긴자역(일본어: 東銀座駅 히가시긴자에키[*])은 일본 도쿄도 주오구에 위치한 도쿄 메트로와 도쿄도 교통국의 철도역이다. 히비야선의 부역명은 "카부키좌 앞(歌舞伎座前)"이다.

## 역 구조
아사쿠사선의 역은 쇼와도리 바로 밑에 위치한 지하역이다. 상대식 승강장 2면 2선의 구조를 갖지만, 역 구조상, 승강장에서 반대쪽선로와 승강장을 볼 수 없다. 히비야선과 연결 통로는 개찰 외부에 있다. 그 동안 도영 지하철역에서 배리어 프리 대응이 없었지만, 2010년 10월 26일에 지상과 A1·A2출입구 개찰 외 대합실을 연결하는 엘리베이터가 설치되었다.
도영 아사쿠사선 대부분의 역 안내 표지판은 도영지하철과 같은 스타일의 것이 사용되고 있지만 2000년대 후반 이후에 실시된 방재 대책을 포함한 개장 공사에 따라 도영 지하철만의 새로운 표지판으로 대체되고 있다.
히비야선의 역은 섬식 승강장 1면 2선의 지하역이다. 벽면에 카부키의 정식 막을 지향하는 컬러 패널이 사용되고 있다. 하루미도리의 지하에 위치하고 있으며, 아사쿠사선의 역의 하부에 있다. 또, 기타센주 방면에 비상용 분기기가 있다. 2013년 3월 1일부터 카부키좌 및 카부키좌 타워와 지하 2층에서 연결된다.
이 역은 아사쿠사선과 히비야선의 승강장 번호를 일련 번호로 설정하고 있다. 동일 역에서도 기업체가 다르면 연번으로 하지 않는 것이 대부분이지만 이 역은 드물게 이러한 경우를 사용하고 있다.
| 1 | 아사쿠사선 | 니혼바시 · 센가쿠지 · 니시마고메 · 하네다 공항 · 미사키구치 방면 ( 게이큐선)                                    |
| 2 | 아사쿠사선 | 오시아게 · 나리타공항 · 인바 니혼 의대 · 시바야마치요다 방면 ( 호쿠소선· 게이세이 본선· 게이세이 나리타 공항선) |
| 3 | 히비야선   | 긴자 · 롯폰기 · 나카메구로 방면                                                                                 |
| 4 | 히비야선   | 우에노 · 기타센주 · 가스카베 · 도부 동물공원 방면 (도부 이세사키선)                                             |

## 이용 현황
- 도쿄도 교통국 - 1일 평균 66494명(2011년).
- 도쿄 지하철 - 1일 평균 72841명(2011년).

## 역세권 정보
- 카부키좌
- 닛산자동차 본사
- 쇼치쿠 본사
- 신바시 연무장
- 시사통신사
- 코트 야드·바이·매리어트 도쿄 긴자 호텔
- 교바시 우체국
- 워싱턴 호텔 긴자

## 역사
- 1963년 2월 28일: 히비야선과 아사쿠사선이 동시 영업 개시.[4][5]
- 1978년 7월 1일: 도영 1호선을 아사쿠사선으로 개명.[4]
- 2004년 4월 1일: 도쿄 지하철 민영화에 따라, 히비야선의 역이 도쿄 지하철(도쿄 메트로)에 계승.[6]
- 2020년 6월 6일: 히비야선에 도라노몬힐스역이 영업을 개시함에 따라 히비야선의 역번호를 H 09에서 H 10으로 변경.

## 사진

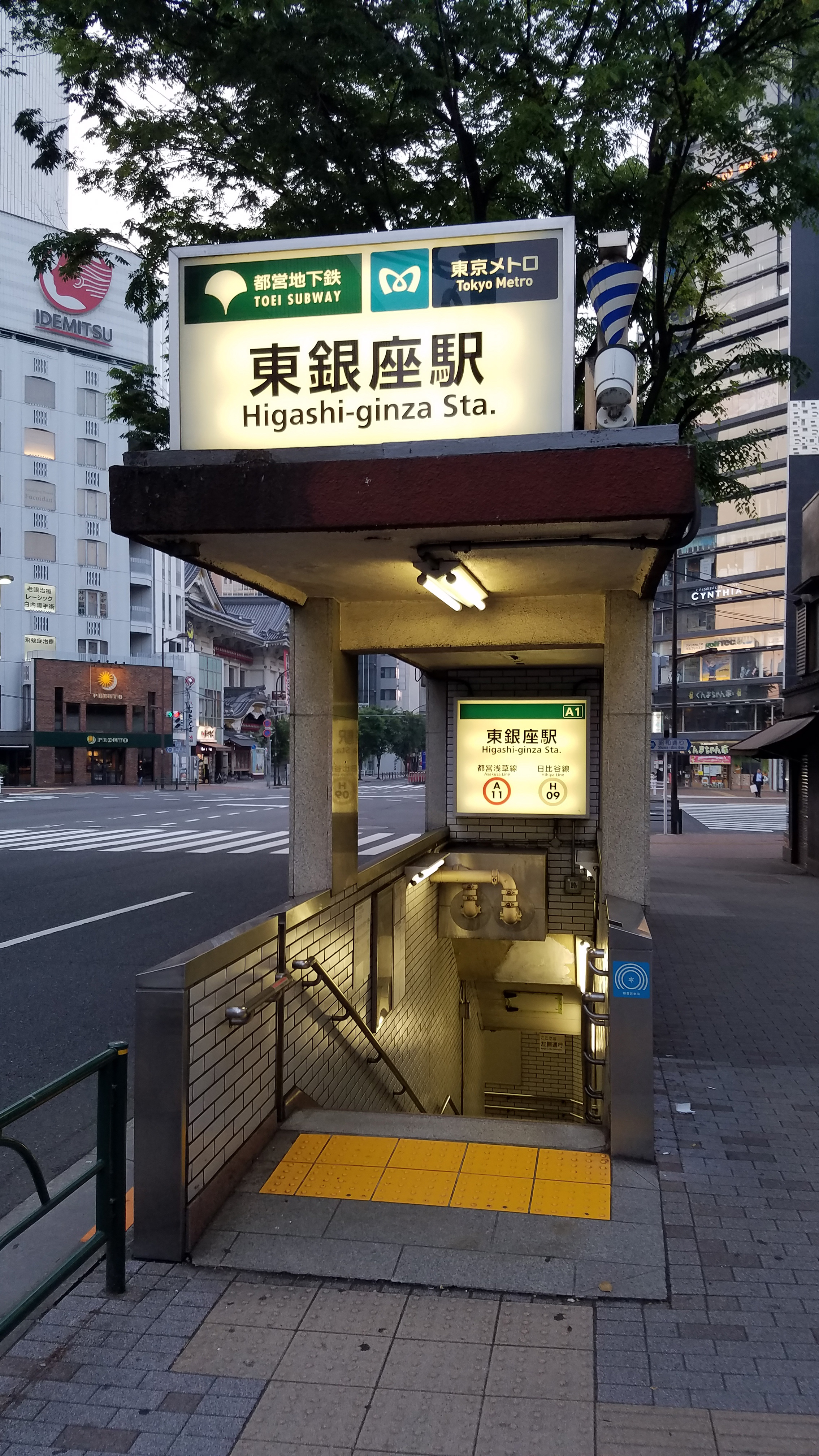
A1 출입구(2017년 5월)

## 인접역
| 도쿄도 교통국 지하철 1호선 | 도쿄도 교통국 지하철 1호선 | 도쿄도 교통국 지하철 1호선 |
| -------------------------- | -------------------------- | -------------------------- |
| A10 신바시 니시마고메 방면 | 아사쿠사선                 | A12 다카라초 오시아게 방면 |
| 도쿄 메트로 2호선          |                            |                            |
| H 09 긴자 나카메구로 방면  | 히비야선                   | 쓰키지 H 11 기타센주 방면  |